# Arleta Meloch
Arleta Meloch (Grudziądz, 17 agosto 1979) è un'atleta paralimpica polacca.

## Biografia
Meloch ha conquistato due medaglie d'argento paralimpiche a Sydney 2000 negli 800 metri e a Londra 2012 nei 1500 metri. È stata campionessa del mondo nel 2011 nella gara dei 1500 metri.

## Palmarès
| Anno | Manifestazione       | Sede         | Evento           | Risultato | Prestazione | Note            |
| ---- | -------------------- | ------------ | ---------------- | --------- | ----------- | --------------- |
| 1998 | Mondiali paralimpici | Birmingham   | 800 m piani T20  | Bronzo    | 2'19"23     |                 |
| 1998 | Mondiali paralimpici | Birmingham   | 3000 m piani T20 | Argento   | 10'41"42    |                 |
| 2000 | Giochi paralimpici   | Sydney       | 800 m piani T20  | Argento   | 2'14"06     |                 |
| 2011 | Mondiali paralimpici | Christchurch | 1500 m piani T20 | Oro       | 4'39"33     |                 |
| 2012 | Europei paralimpici  | Stadskanaal  | 1500 m piani T20 | Argento   | 4'25"59     |                 |
| 2012 | Giochi paralimpici   | Londra       | 1500 m piani T20 | Argento   | 4'39"04     |                 |
| 2013 | Mondiali paralimpici | Lione        | 1500 m piani T20 | Argento   | 4'47"68     |                 |
| 2015 | Mondiali paralimpici | Doha         | 1500 m piani T20 | Argento   | 4'34"05     |                 |
| 2016 | Europei paralimpici  | Grosseto     | 800 m piani T20  | Oro       | 2'18"10     | Record mondiale |
| 2016 | Europei paralimpici  | Grosseto     | 1500 m piani T20 | Bronzo    | 4'37"78     |                 |